# أنا كارينينا (فلم 1948)
آنا كارنينا (بالإنجليزية: Anna Karenina) هو فيلم أبيض وأسود بريطاني صدر عام 1948 مقتبس من رواية بنفس الاسم كتبها الكاتب الروسي ليو تولستوي عام 1877. أخرج الفيلم جوليان دوفيفيه، وبطولة فيفيان لي في الدور الرئيسي. أنتج الفيلم ألكسندر كوردا (مع هربرت ماسون كمنتج مشارك) لصالح شركته أفلام لندن، ووزعته شركة فوكس للقرن العشرين في الولايات المتحدة. كتب السيناريو جان أنويل وجوليان دوفيفير وجاي مورجان، والموسيقى كونستانت لامبرت، والديكورات أندريه أندريجو والتصوير السينمائي العميق لهنري أليكان.

## ملخص الفيلم
تتزوج آنا كارنينا من أليكسي كارينين، وهو مسؤول حكومي في سانت بطرسبرغ، ويبدو أنه مهتم بمهنته أكثر من تلبية الاحتياجات العاطفية لزوجته. بعد أن استدعاها شقيقها ستيبان أوبلونسكي إلى موسكو، وهو رجل فاسد خان زوجته دوللي التي تثق بها كثيرًا، تلتقي آنا بالكونتيسة فرونسكي في القطار الليلي المتجه إلى موسكو. ويناقشان أمر أبنائهما، حيث تعرض الكونتيسة على آنا صورة لابنها الكونت فرونسكي، ضابط سلاح الفرسان.

## طاقم العمل
- فيفيان لي في دور آنا كارنينا

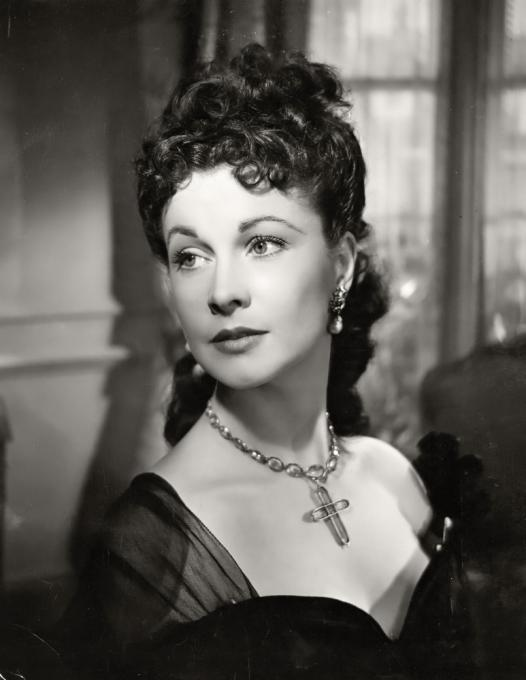
فيفيان لي في دور آنا كارنينا

- رالف ريتشاردسون في دور أليكسي كارينين
- كيرون مور في دور الكونت فرونسكي
- هيو ديمبستر في دور ستيفان أوبلونسكي
- ماري كيريدج في دور دولي أوبلونسكي
- ماري لور في دور الأميرة شيرباتسكي
- فرانك تيكل في دور الأمير شيرباتسكي
- سالي آن هاوز في دور كيتي شيرباتسكي
- نيل ماكجينيس في دور كونستانتين ليفين
- برنارد ريبيل في دور البروفيسور ليفيرين
- مايكل جوغ بدور نيكولاي (أول ظهور لجوغ في السينما)
- مارتيتا هانت بدور الأميرة بيتي تفيرسكي
- هذر تاتشر بدور الكونتيسة ليديا إيفانوفنا
- هيلين هاي بدور الكونتيسة فرونسكي
- مايكل ميدوين بدور طبيب كيتي
- جينو سيرفي بدور إنريكو
- بيكيت بولد بدور ماتفي
- ليزلي برادلي بدور كورسونسكي
- ثيريز جيهسي بدور مارييتا
- جون لونجدن بدور الجنرال سيربوهوسكي
- ماري ماتليو بدور الأميرة ناثاليا
- فالنتينا مورتش بدور أنوشكا
- جوديث نيلمز بدور الآنسة هال
- روبي ميلر بدور الكونتيسة ميسكوف
- جون ساليو بدور المحامي
- باتريك سكيبويث بدور سيرجي
- آن ساوث بدور الأميرة سوروكينا
- جيريمي سبنسر بدور جوزيبي
- أوستن تريفور بدور العقيد فرونسكي
- جوس فيرني بدور الأمير ماخوتين

كان هذا أول ظهور سينمائي لكل من باربرا موراي وماكسين أودلي.

## روابط خارجية
- أنا كارينينا  في قاعدة بيانات الأفلام على الإنترنت (بالإنجليزية)
- أنا كارينينا (فلم 1948) في قاعدة بيانات تيرنر كلاسيك موفيز للأفلام.
- أنا كارينينا (فلم 1948) في روتن توميتوز.